# Barthold Arnold van der Sluijs
Barthold Arnold van der Sluijs, ook wel geschreven als van der Sluis en van der Sluys (Haarlemmermeer, 3 juli 1885 – Alkmaar, 30 december 1945), was een Nederlands NSB-burgemeester in oorlogstijd, van Zaandam en Alkmaar.

## Leven en werk
Van der Sluijs, afkomstig uit een boerengeslacht uit de Haarlemmermeer, rondde een onderwijzersopleiding aan de Rijkskweekschool te Haarlem af. Van 1903 tot 1905 was hij in Haarlem werkzaam als onderwijzer en de twee jaren daarna onderwees hij de kinderen in Enschede. Hij trok in 1907 naar Nederlands-Indië, waar hij een Deli-planter (tot 1928) en administrateur op Sumatra werd.
Inmiddels al in Nederlands-Indië trouwde Van der Sluijs op 2 april 1914 in Nederland 'met de handschoen'. Zijn vrouw ging daarna meteen naar hem toe en samen kregen ze daar in de jaren erop drie dochters en een zoon. In 1929 repatrieerde hij met zijn gezin. Tot 1937 was Van der Sluijs secretaris van de Nederlandsche Baksteenindustrie. Hij vestigde zich in 1938 in Overveen.
Van der Sluijs was sinds 1933 lid van de NSB. Zijn jongste dochter trouwde op 11 juli 1941 met de NSB-acteur Adriaan van Hees, een huwelijk wat destijds breed uitgemeten werd in de pers. Op 3 april 1942 werd Van der Sluijs benoemd tot waarnemend burgemeester van Zaandam, waar hij al enkele weken als volontair werkzaam was op het secretarie. Nog geen maand later, op 1 mei 1942, werd hij benoemd tot burgemeester van Alkmaar. Dit bleef hij tot het einde van de oorlog in 1945. Hij werd vrijwel meteen opgepakt en zat enige tijd gevangen in een barakkenkamp en in het Huis van Bewaring in Alkmaar.
Hij overleed in het Centraal Ziekenhuis Alkmaar op 30 december 1945.